# Piret Järvis
Piret Järvis (* 6. února 1984 Tallinn, Estonská SSR, SSSR, dnes Estonsko) je estonská zpěvačka, kytaristka a bývala skladatelka populární dívčí skupiny Vanilla Ninja. Dříve pracovala jako moderátorka a redaktora pro Eesti Rahvusringhääling (ERR).

## Biografie
Se zpěvem začala již ve školce a mimo to hrála 5 let na piano.
Zajímá se o malování a o historii umění. Narodila se Maiře a Ennu Järvisovým, má o čtyři roky mladšího bratra Peetera a o tři roky starší sestru Mari. Po absolvování vysoké školy získala stipendium pro pokračování ve studiu na Mezinárodní univerzitě Concordia v oboru pro styk s veřejností a médii. V současné době studuje žurnalistiku a komunikaci na univerzitě v Tartu.
Studovala stejnou střední školu jako Katrin Siska.
V roce 2002 se připojila k hudební formaci Vanilla Ninja. Napsala text k písni "Club Kung Fu", díky které se stala Vanilla Ninja v Estonsku dobře známou. Dále složila písně "Birds Of Peace", "I Don't Care at All", "Black Symphony" a další. I když zpočátku vystupovala více v pozadí, na albu z roku Blue Tattoo se silně angažovala. Často působila jako mluvčí skupiny a při mnoha příležitostech byl nazvána nejlépe vypadající a nejstylovější členkou. V roce 2005 byla zvolena čtenáři nejprodávanějšího estonského bulvárního časopisu "Kroonika" za nejvíce sexy ženu Estonska.
V roce 2008 byla soutěžícím ve třetím sezóně Tantsud tähtedega, estonské verzi Dancing with the Stars. Jejím tanečním partnerem byl Mairold Millert.
Spolu se skupinou DISKO 4000, ve které působí od roku 2008, se zúčastnila estonského národního kola Eesti laul 2010 s písní "Ei Usu". Ve finále se umístila na 7. místě. Skupina působí ve složení Piret Järvis, Sander Loite, Kallervo Karu a Paul Oja.
Během udělování finálových hlasů na Eurovision Song Contest 2011 udělila 12 bodů Ázerbájdžánu.
Kromě hudební produkce pracovala od roku 2002 na různých estonských televizních kanálech. Pracovala pro estonskou TV3 a MTV Baltics. V současné době pracuje na estonském ministerstvu hospodářských věcí a komunikací jako poradce pro vztahy s veřejností.
V rodném Estonsku moderovala pořad Bláznivý svět. Jednalo se o pořad typu skrytá kamera. Pořad s ní moderoval Alari Kivisaar.